# Bolesława
Bolesława est un prénom féminin slave. Il s'agit de la forme féminine du prénom masculin Bolesław. On rencontre également les formes Bolka et Bosława. 
Trente-cinq personnes ont reçu ce prénom en France depuis 1900[réf. à confirmer]

## Fête
Bolesława Lament est la sainte patronne des Bolesława. Le jour de fête est fixé au 29 janvier.